# Ален Лабуаль
Ален Лабуаль (фр. Alain Laboile; нар. 1 травня 1968, Бордо, Жиронда, Франція) — французький скульптор і фотограф, здобув популярність фотографіями своїх дітей та специфічними методами їхнього виховання.

## Біографія
Ален Лабуаль не зумів закінчити школу, змінив кілька професій до 1990 року, коли познайомився зі своєю майбутньою дружиною Анн, яка в той час вивчала історію мистецтва. Саме тоді він вперше натрапив на твори італійського Відродження, захопився образотворчим мистецтвом, а потім і сам вирішив зайнятися скульптурою. У 2004 році Лабуалю мав скласти портфоліо зі своїх робіт як скульптора (в цей час головною його темою було конструювання гігантських комах з дерева, каменю, гіпсу та металу). Тоді він вперше придбав фотоапарат. Спочатку Лабуаль використовував компактний цифровий фотоапарат Nikon Coolpix 2200. Він почав фотографувати комах, чому сприяла його пристрасть до ентомології. Фотограф ділився своїми першими зображеннями на спеціалізованому форумі Planet Powershot 2 (2014 року він закрився) і вдосконалював свою техніку фотографії в процесі спілкування з інтернет-користувачами. З 2007 року його головною темою стала щоденна фіксація повсякденного життя своєї сім'ї. Він створював цикли фотографій і публікував їх від імені користувача «lab oil» на Flickr. У грудні 2012 року газета "Нью-Йорк таймс" вперше опублікувала велику статтю про творчість фотографа і визнала його неабиякий талант.
Лабуаль розпочав перший сімейний альбом 2007 року, у віці 39 років, цей цикл називався «Сім'я» та спочатку не призначався для публікації. Перші громадські виставки Лабуаля відбулися поза Францією — в Японії та США, пізніше прийшло визнання і на батьківщині. Серію «Сім'я» придбали у 2014 році до колекції Французького музею фотографії. За два роки до цього, виставка фотографій Лабуаля 2012 року із серії «Сім'я» (фр. «La Famille») демонструвалася в Centre Communal d'Action Sociale в Бордо. Її також представляли в Салоні фотографій у Парижі та в галереї L'Area в Ніцці, на фотофестивалі в Ангкорі в Камбоджі. Персональні виставки фотографа до 2017 року пройшли в Токіо, Нью-Делі, Сан-Паулу, Амстердамі, Відні, Сіетлі, Ріо-де-Жанейро, Яніні й інших містах.
До кінця 2017 року видано одинадцять альбомів фотографій Алена Лабуаля.

## Особливості творчості
Подією, яка круто змінила його життя, Лабуаль вважає зустріч з американським фотографом Джоком Стерджесом та поїздку до його будинку в Сіетлі. Трьома найважливішими якостями фотомистецтва він називає спонтанність, індивідуальність та самобутність. Останнім часом Лабуаль використовує камери Canon 5D Mark III та Leica M Monochrom, об'єктив 35 mm f/1.4. Він займається майже виключно чорно-білою фотографією, редагування зазвичай зводиться до перетворення зображення в чорно-білий знімок та налаштувань щільності та контрасту. Фотограф наполягає, що, хоч його роботи глибоко інтимні, проте, звертаючись до людської природи і дозволяючи глядачеві увійти в його особистий світ, вони змушують глядача згадати та задуматися про власне дитинство. Для Лабуаля, по его словам:
«Фотографія — спосіб день у день створювати сімейний альбом, що є тією спадщиною, яку я передам своїм дітям. Мої роботи відображають наше життя, в якому все робиться заради дітей, і фотографії є свідченням того. Якоюсь мірою мій підхід до роботи можна порівняти з підходом етнологу»— Ален Лабуаль: «Я снимаю то, чем живет моя семья». Інтерв'ю з фотографом
Найчастіше на фотографіях Лабуаля змальовані його діти. Постійна присутність батька зробила його камерою непомітною для дітей; вони продовжують свої ігри, рідко помічаючи спрямований на них об'єктив. Лабуаль ніколи не просить дітей позувати, але якщо дитині не подобається фотографія, яку він зробив, батько не публікує її. Лабуаль вважає, що його знімки схожі на «вуличну фотографію», яку він високо цінує і не може створювати через те, що живе у сільській місцевості. Найважливіше для фотографа - зафіксувати щирі емоції. Він стверджує: "Якщо на картинці є емоції, це вже добре, навіть якщо зображення трохи розмите або невдала композиція".На одній з найвідоміших фотографій Лабуаля зображена його донька з оленятком. Сам фотограф так розповідає про неї:
«Одного ранку дорогою до школи хлопці знайшли новонародженого осиротілого оленятка. Це виявилася самиця. Ми назвали її Лілі та годували з пляшечки десять днів, а коли вона стала самостійною, відпустили. Звичайно ж, я використав можливість зняти і тепер ці фотографії разом з легендою будуть передаватися з покоління в покоління».— Ален Лабуаль: философия невмешательства. Детская фотография

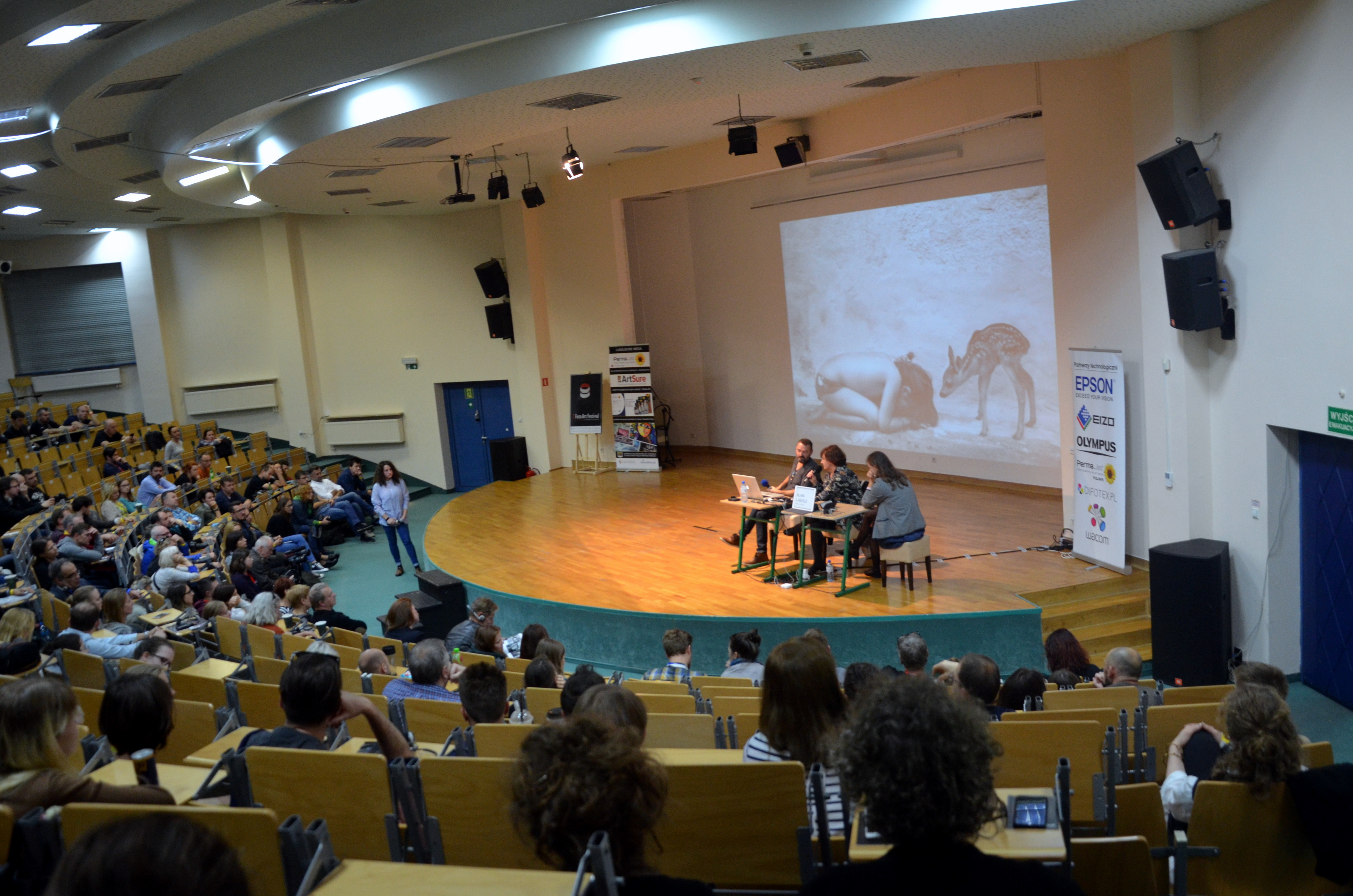
Ален Лабуаль виступає з лекцією про свою творчість, 2017

Відходом від звичних для фотографа прийомів роботи став цикл «Роздуми навколо ставка» (фр. «Réflexions autour du bassin»). Він був здійснений, коли Лабуаль вирішив викопати ставок у своєму саду. Він побачив віддзеркалення своїх дітей у воді та зрозумів, що він може створити новий світ — світ фантастичних фантазій та ігор. Фотографії зафіксували сцени за участю його дітей, що відбувалися навколо ставка. На фотографіях лінію горизонту опущено до нижнього краю знімка, фігури дітей чітко виділяються на тлі неба. Водночас як більшість його ранніх знімків — чорно-білі, фіксують випадково вихоплені з повсякденного життя сцени, «Роздуми навколо ставка» виконані у кольорі та є постановчими. Подібно до драматурга та режисера, Лабуаль накидав ескізи майбутніх знімків перед фотосесією. Серія заснована на міфах і рефлексії над культовими витворами мистецтва, серед них: картини Сальвадора Далі, легенди про Вільгельма Телля й Ікара. Деякі мистецтвознавці побачили схожість фотографій з готичними образами Тіма Бертона. Реквізит, що використовується у фотографіях, — об'єкти, створені Лабуалем як скульптором, а іноді просто сміття. Пульсація води посилює вплив фотографій та надає їм унікальності.
Художні критики відзначають подібність фотографій Лабуаля з творчістю Саллі Манн, але, на відміну від неї, французький фотограф розкриває енергію та радість життя, а не тривогу. Як і Манн, батько-фотограф намагається передати єдність природної людини із природою. Будинок, луг, ліс, ставок — усі сцени з дітьми зняті просто неба, зазвичай — у русі. Фотографії відсилають глядача до «природного стану людини», що ідеалізувався філософами у добу Просвітництва. Вони свідомо кидають виклик пуританству. Поряд з прагненням Лабуаля відобразити реальність, критики відзначають сюрреалістичність його робіт. Журналіст «Дейлі мейл» відзначає зворушливу колекцію образів дітей, які створив фотограф, і чудовий хаос, який вони залишають на своєму шляху, коли пізнають навколишній світ.
Як і на фотографіях Саллі Манн, на фотографіях Алена Лабуаля часто є оголені діти. Проте мистецтвознавці відзначають, що його знімки «вільні від будь-яких форм вуаєризму». Сам фотограф стверджує, що не боїться негативної думки громадськості чи критичного ставлення у зв'язку з цим до своїх творів.
Лабуаль опублікував у фотожурналі «6Mois» відкритий лист, у якому звинуватив новозеландську фотографку Нікі Бун у свідомому плагіаті його фотографій. Приводом для цього стала сюжетна та композиційна подібність окремих праць Лабуаля і Бун, а також ідеалізація «природної дитини», яка характерна і для новозеландської фотографки. До листа Лабуаля додавалися як докази парні знімки, зроблені обома фотографами. У відкритому листі Бун відкинула звинувачення і пояснювала схожість фотографій близькими ідейними переконаннями авторів і подібним способом життя їхніх дітей.

## Особисте життя
Фотограф одружений й у нього шестеро дітей (Еліот, Оляна, Луна, Мерлін, Дюна та Ніл). Лабуаль живет в сільській місцевості недалеко від міста Бордо і працює вдома як скульптор і фотограф. Його дружина не працює. Сім'я ніколи не мала хороший автомобіль, будинок старий. В сім'ї немає телевізора, але є кілька комп'ютерів. Для дітей немає строгого режиму прийому їжі й сну, вони живуть у власному ритмі, батьки не перевантажують дітей додатковими зовнішніми заняттями. Сам фотограф говорит:
«Велика сім'я — це мікроспільнота. Вона формує спосіб життя майбутньої дорослої людини. Ми багато в чому покладаємось на інтуїцію»— Ален Лабуаль: «Я снимаю то, чем живет моя семья». Інтерв'ю з фотографом
У своїй невеликій садибі Лабуаль створив атмосферу, яку сприймає як земну подобу раю. Маєток оточений великим і диким садом. Різко контрастуючи із комфортом міського існування, воно наближається, на його думку, до чистої радості життя. Сам фотограф вважає, що протистояння сільського життя міському навіть важливіше, ніж протистояння одне одному представників різних національностей.

## Нагороди та визнання
Ален Лабуаль став переможцем у міжнародних фотоконкурсах корпорації Canon «Les 20 ans d'EOS» 2007 року та «Le défi EOS» 2008 року в категорії «Макро». 2011 року на фотосалоні в Парижі став власником Prix Leica (у конкурсі журналу «Compétence Photo»).